# Bernard Spilsbury
Sir Bernard Henry Spilsbury (Leamington Spa, 16 maggio 1877 – Londra, 17 dicembre 1947) è stato un patologo britannico. Tra i più celebri medici legali della prima metà del Novecento, Spilsbury divenne noto in patria per i suoi contributi nei processi di alcuni dei più famigerati omicidi avvenuti all'epoca in Gran Bretagna. Svolse anche un ruolo cruciale nell'Operazione Mincemeat, selezionando personalmente il cadavere da far pervenire in Spagna.

## Biografia
Primo dei quattro figli di James Spilsbury e Marion Elizabeth Joy, Bernard Spilsbury nacque nel Warwickshire e studiò medicina al Magdalen College dell'Università di Oxford, per poi specializzarsi in medicina forense all'Ospedale di Saint Mary. Nel 1908 sposò Edith Caroline Horton, con cue ebbe quattro figli: Evelyn, Alan, Peter e Richard.
Salì agli onori delle cronache nel 1910 grazie al processo ad Hawley Harvey Crippen, accusato dell'omicidio della moglie; fu Spilsbury a scoprire l'identità del cadavere, portando quindi alla condanna dell'imputato. Dopo aver presentato prove chiave al processo contro Herbert Rowse Armstrong, Spilsbury consolidò ulteriormente la propria reputazione nel 1915 con il caso delle "Brides in the Bath": grazie alle sue indagini scientifiche poté confermare che le tre donne morte nelle rispettive vasche da bagno per cause apparentemente naturali erano in realtà state uccise.
Nel corso della sua carriera svolse migliaia di autopsie sui cadaveri di vittime di omicidio e di criminali giustiziati. Gli fu conferito il cavalierato nel 1923 e, negli anni venti, cominciò ad insegnare medicina forense all'University College Hospital e alla London School of Medicine for Women. Negli anni trenta subì una delusione professionale quando Tony Mancini fu assolto dall'accusa del duplice omicidio avvenuto a Brighton nel 1934 nonostante le prove raccolte dal medico, anche se i fatti poi gli avrebbero dato ragione e nel 1976 Mancini confessò di essere stato l'autore del delitto. In collaborazione con Scotland Yard, Spilsbury progettò la "murder bag", il kit di strumenti utilizzati dalla polizia per rilevare prove sulla scena del crimine.
Spilsbury catturò l'attenzione dei media per il carisma e la sicurezza con cui presentava le prove ai tribunali, ma dalla metà degli anni venti l'atteggiamento del pubblico nei suoi confronti cominciò a mutare e i suoi modi cominciarono ad essere visti come sicumera. La fede dogmatica e assoluta nelle proprie intuizioni, nonché il rifiuto di formare nuove leve, fare ricerca e partecipare a revisioni paritarie, finirono per danneggiare la sua reputazione presso la comunità scientifica. In particolare, i colleghi temevano che il suo status di celebrità influenzasse i verdetti e le giurie più delle prove scientifiche, rischiando di trasformare la neonata branca della medicina forense in puro spettacolo.
Nel 1940 il figlio Peter, che aveva intrapreso la carriera del padre, fu ucciso durante i blitz nazisti; poco dopo la fine della seconda guerra mondiale, anche Alan Spilsbury morì a causa della tubercolosi. La morte dei figli fu un trauma per Spilsbury, che sprofondò nella depressione, esacerbata dai problemi finanziari e di salute. Si suicidò nel suo laboratorio all'University College London nel 1947 all'età di 70 anni.

## Nella cultura di massa
Nel film L'uomo che non è mai esistito (1956), Bernard Spuslbury fu interpretato da André Morell.